# Горьков, Юрий Александрович
Ю́рий Алекса́ндрович Горько́в (7 февраля 1928 — 27 июня 2005, Москва) — советский и российский военачальник и историк, генерал-полковник (29.04.1983). Ученик профессора В. А. Анфилова.

## Биография
Родился 7 февраля 1928 года в селе Бар-Слобода Сурского района Ульяновской области. В годы Великой Отечественной войны находился на трудовом фронте. 
По окончании в 1949 году Горьковского училища зенитной артиллерии проходил службу в войсках ПВО в должностях командира взвода зенитной батареи и начальника штаба зенитного артиллерийского полка.
В 1962 году окончил Военную академию противовоздушной обороны имени Маршала Советского Союза Г. К. Жукова, в 1971 году — Военную академию Генштаба. 
Командовал зенитным артполком и бригадой, дивизией ПВО. С 1973 года — начальник штаба, с 1979 по 1983 — командующий 10-й Отдельной Краснознамённой армией ПВО (Архангельск). В 1983—1988 годах — начальник штаба — первый заместитель командующего войсками Московского округа ПВО.
С 1988 года в отставке. Работал консультантом Историко-архивного и военно-мемориального центра Генерального штаба.
Умер 27 июня 2005 года. Похоронен в Москве на Троекуровском кладбище.

## Семья
- Сын: Горьков Александр Юрьевич (1953—2023) — генерал-лейтенант, начальник зенитных ракетных войск ВВС России (2000—2008 гг.)[1].
- Дочь: Горькова Татьяна Юрьевна[2] — была деканом экономического факультета Московского государственного медико-стоматологического университета, заведующая кафедрой финансов и инвестиций, профессор, доктор экономических наук.

## Награды
- Орден Октябрьской Революции
- Орден Трудового Красного Знамени
- Медаль «В ознаменование 100-летия со дня рождения Владимира Ильича Ленина»
- Медаль «Двадцать лет Победы в Великой Отечественной войне 1941—1945 гг.»
- Медаль «В память 850-летия Москвы»
- Медаль «30 лет Советской Армии и Флота»
- Медаль «40 лет Вооружённых Сил СССР»
- Медаль «50 лет Вооружённых Сил СССР»
- Медаль «60 лет Вооружённых Сил СССР»
- Медаль «70 лет Вооружённых Сил СССР»
- Медаль «Ветеран Вооружённых Сил СССР»
- Медаль «За безупречную службу» I степени
- Медаль «За безупречную службу» II степени
- Медаль «За безупречную службу» III степени

## Литературная деятельность
- [militera.lib.ru/research/gorkov2/index.html Горьков Ю. А. Кремль. Ставка. Генштаб. — Тверь: Ред.-изд. фирма "РИФ", 1995.]
- Горьков Ю. А. Государственный Комитет Обороны постановляет (1941-1945). — М.: ОЛМА-Пресс, 2002. — 572 с. — (Серия "Архив").; ISBN 5-224-03313-6
- Горьков Ю. А. Полководческий гений Георгия Жукова. — М.: Академ-Проект, 2005. — 699 с.; ISBN 5-8291-0532-2
- Горьков Ю. А. Мог ли пасть Берлин в феврале 1945 года. // «Военно-исторический журнал». — 1990. — № 5. — С.13-20.
- Горьков Ю. А. Готовил ли Сталин упреждающий удар против Гитлера в 1941 г. // «Новая и новейшая история». — 1993. — № 3.[3]
- Горьков Ю. А., Сёмин Ю. Н. Конец глобальной лжи. // «Военно-исторический журнал». — 1996. — № 2—6.[4].